# Гапаранда
Гапаранда (швед. Haparanda, фін. Haaparanta) — місто на півночі Швеції, у лені Норрботтен, на кордоні між Швецією і Фінляндією. Лежить у гирлі річки Турнеельвен (Торніонйокі) навпроти фінського міста Торніо. Адміністративний центр комуни Гапаранда. Залізнична станція. Площа — 4,43 км², населення — 4856 осіб.
Гапаранда є найсхіднішим населеним пунктом країни.

## Назва
Назва міста має фінське походження і означає «осиковий берег» (від слів «Haapa» — осика і «ranta» — берег).

## Населення
Основну частину населення міста складають шведи і фіни. 1930 року 22,5 % населення розмовляло фінською мовою.
| Рік       | 1949 | 1960 | 1970 | 1980 | 1990 | 2000 | 2010 |
| --------- | ---- | ---- | ---- | ---- | ---- | ---- | ---- |
| Населення | 2922 | 3358 | 4246 | 5855 | 6719 | 4767 | 4856 |

## Історія

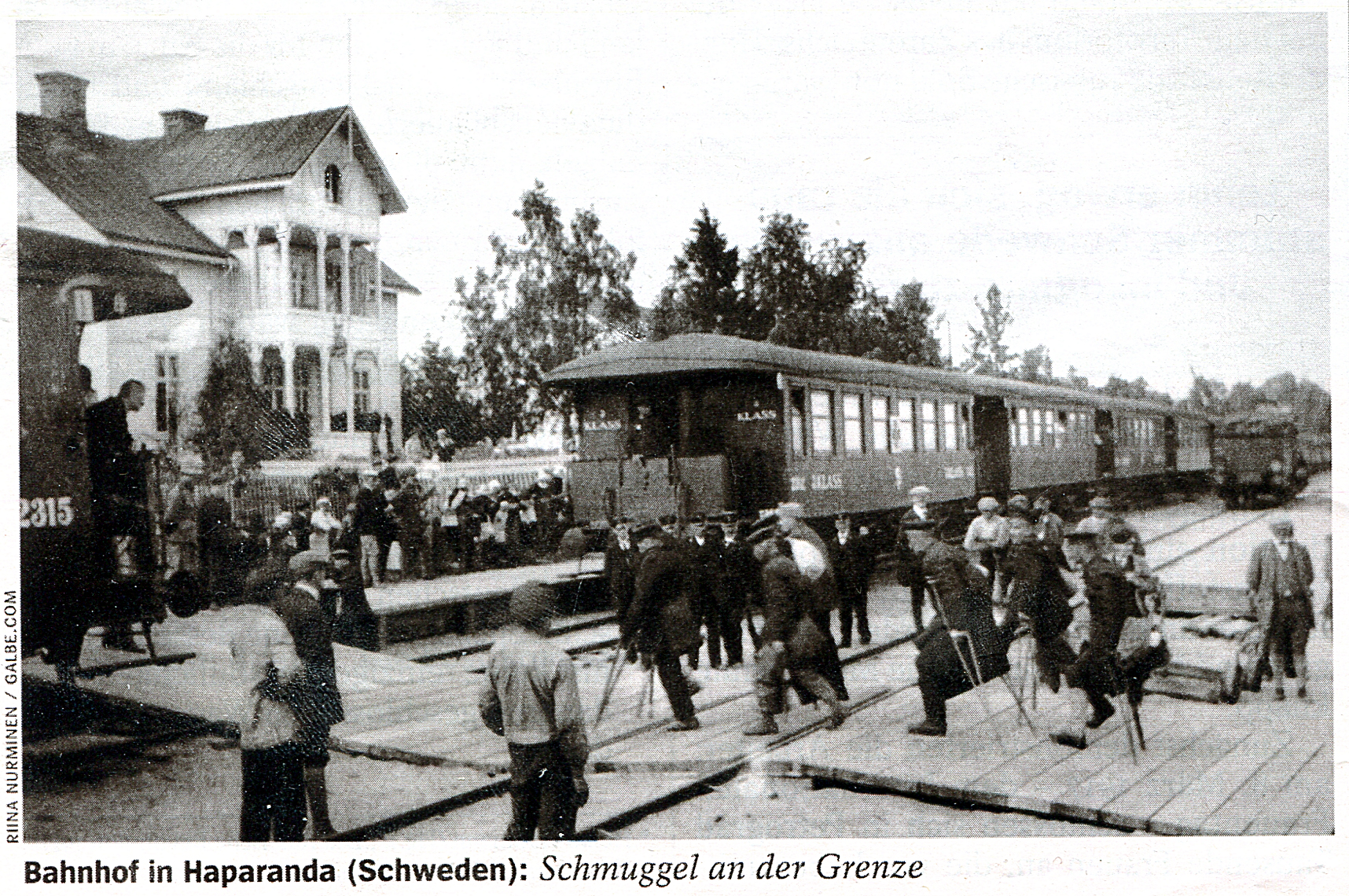
Залізничний вокзал у Гапаранді (1917 р.)

До початку 19 століття Гапаранда було невеличким селом на правому березі річки Турнеельвен (Торніонйокі). Село лежало навпроти торгового міста Торніо, розташованного на лівому березі. Значну частину населення Торніо складали шведи, у той час як населення навколишніх сіл, у тому числі Гапаранди було фінськомовним. Після Російсько-шведської війни 1808—1809 років Фінляндія відійшла до Росії, кордон між Швецією і Росією було проведено по річці Турнеельвен. Внаслідок цього місто Торніо на лівому березі річки відійшло до Російській Імперії, а село Гапаранда на правому березі залишилося в складі Швеції. Значна частина шведських торгівців виїхала з Торніо у Швецію.

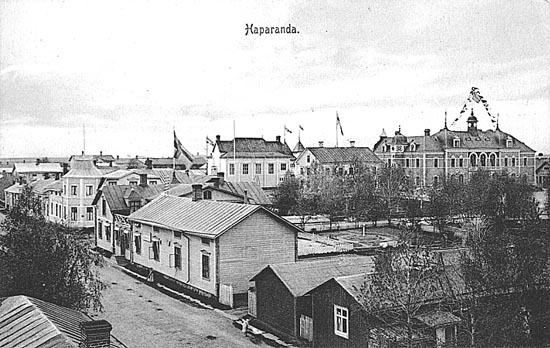
Гапаранда у 1910-х роках. На задньому плані праворуч — готель, побудований 1900 року.

Втративши Торніо, шведська влада намагалася створити нове торгове місто неподалік від нього. Робилися спроби побудувати місто Карл-Юганс-стад у 15 км від Торніо, біля села Ніккала. Місто було назване на честь тодішнього шведського короля Карла Югана. Однак, спроба не мала успіху. Разом з тим торгівля почала розвиватись у Гапаранді, внаслідок чого населення його значно зросло. 1842 року Гапаранда отримало статус міста.
1874 року у місті було утворено училище для підготовки вчителів початкових фінськомовних шкіл у навколишніх селах.

### Клімат
| Клімат Гапаранда        | Клімат Гапаранда | Клімат Гапаранда | Клімат Гапаранда | Клімат Гапаранда | Клімат Гапаранда | Клімат Гапаранда | Клімат Гапаранда | Клімат Гапаранда | Клімат Гапаранда | Клімат Гапаранда | Клімат Гапаранда | Клімат Гапаранда | Клімат Гапаранда |
| Показник                | Січ.             | Лют.             | Бер.             | Квіт.            | Трав.            | Черв.            | Лип.             | Серп.            | Вер.             | Жовт.            | Лист.            | Груд.            |                  |
| Абсолютний максимум, °C | 8,4              | 7,8              | 10,3             | 18,5             | 28,8             | 31,4             | 33,6             | 29,7             | 24,0             | 17,0             | 11,5             | 7,0              |                  |
| Середній максимум, °C   | −5,9             | −5,1             | −0,3             | 5,4              | 12,3             | 17,8             | 21,1             | 18,7             | 13,3             | 5,6              | 0,4              | −2,4             |                  |
| Середня температура, °C | −9,8             | −9,1             | −4,9             | 1,1              | 7,4              | 12,9             | 16,5             | 14,4             | 9,4              | 2,4              | −2,4             | −5,8             |                  |
| Середній мінімум, °C    | −13,6            | −13,1            | −9,5             | −3,3             | 2,5              | 8,0              | 11,8             | 10,1             | 5,5              | −0,8             | −5,1             | −9,1             |                  |
| Абсолютний мінімум, °C  | −40,8            | −41,7            | −37,5            | −26              | −10,5            | −1,5             | 2,2              | −1,8             | −8,1             | −23              | −32,3            | −37,3            |                  |
| Норма опадів, мм        | 56.5             | 44.9             | 35.8             | 32.4             | 45.5             | 52.8             | 60.7             | 57.2             | 64.8             | 59.2             | 68.9             | 63.6             |                  |
| ----------------------- | ---------------- | ---------------- | ---------------- | ---------------- | ---------------- | ---------------- | ---------------- | ---------------- | ---------------- | ---------------- | ---------------- | ---------------- | ---------------- |

## Уродженці
- Томас Югансон — шведський борець, олімпійський медаліст.

## Спорт
У місті є команда з хокею з м'ячем, що грає у другому дивізіоні. Тут 2001 року проводився Чемпіонат світу з хокею з м'ячем.